# Пем Церінг
Пем Черінг (Церінг) (англ. Pem Tshering; народилась 10 вересня 1975 року) — стрілець, яка представляла Бутан на міжнародному рівні.
Черінг, разом з Намг'ял Лхаму та Карма Цомо, змагалась за Бутан на літніх Олімпійських іграх 1992 року в Барселоні, вона закінчила 60-ю в індивідуальному турнірі, а жіноча команда Бутану зайняла 17 місце.